# Satellite Award per il miglior suono
Il Satellite Award per il miglior suono è un riconoscimento annuale dei Satellite Awards, consegnato dall'International Press Academy.

## Vincitori e candidati
I vincitori sono indicati in grassetto.

### Anni 2000
2000
- Il mistero di Sleepy Hollow (Sleepy Hollow)
- Buena Vista Social Club (Buena Vista Social Club)
- Eyes Wide Shut
- L'imperatore e l'assassino (Jing ke ci qin wang)
- Il sesto senso (The Sixth Sense)
- Star Wars: Episodio I - La minaccia fantasma (Star Wars Episode I: The Phantom Menace)

2001
- Dinosauri (Dinosaur)
- Galline in fuga (Chicken Run)
- La tigre e il dragone (Wo hu cang long)
- Mission: Impossible 2
- La tempesta perfetta (The Perfect Storm)

2002
- Il Signore degli Anelli - La Compagnia dell'Anello (The Lord of the Rings: The Fellowship of the Ring)
- Hedwig - La diva con qualcosa in più (Hedwig and the Angry Inch)
- Jurassic Park III
- Moulin Rouge!
- The Others

2003
- Solaris
- Gangs of New York
- Il Signore degli Anelli - Le due torri (The Lord of the Rings: The Two Towers)
- Minority Report (
- Signs

2004
- Master and Commander - Sfida ai confini del mare (Master and Commander: The Far Side of the World)
- Kill Bill: Volume 1 (Kill Bill: Vol. 1)
- L'ultimo samurai (The Last Samurai)
- Il Signore degli Anelli - Il ritorno del re (The Lord of the Rings: The Return of the King)
- Mystic River
- Seabiscuit - Un mito senza tempo (Seabiscuit)

2005 (gennaio)
- Collateral
- The Aviator
- Il fantasma dell'Opera (The Phantom of the Opera)
- Spider-Man 2
- Codice 46

2005 (dicembre)
- Star Wars: Episodio III - La vendetta dei Sith (Star Wars Episode III: Revenge of the Sith)
- Kung Fusion (Kung fu)
- Rent
- Sin City
- La contessa bianca (The White Countess)

2006
- Dreamgirls
- Babel
- Il codice da Vinci (The Da Vinci Code)
- Flags of Our Fathers
- X-Men - Conflitto finale (X-Men: The Last Stand)

2007
- The Bourne Ultimatum - Il ritorno dello sciacallo (The Bourne Ultimatum)
- 300
- La bussola d'oro (The Golden Compass)
- Io sono leggenda (I Am Legend)
- La vie en rose (La môme)
- Pirati dei Caraibi - Ai confini del mondo (Pirates of the Caribbean: At World's End)

2008
- Il cavaliere oscuro (The Dark Knight)
- Australia
- Ultimatum alla Terra (The Day the Earth Stood Still)
- Iron Man
- Quantum of Solace

2009
- 2012
- It Might Get Loud
- La battaglia dei tre regni (Chi bi)
- Nine
- Terminator Salvation
- Transformers - La vendetta del caduto (Transformers: Revenge of the Fallen)

2010
- Unstoppable - Fuori controllo (Unstoppable)
- 127 ore (127 Hours)
- Inception
- Iron Man 2
- Nowhere Boy
- Un anno da ricordare (Secretariat)
- Shutter Island

### Anni 2010
2011
- Drive
- Super 8
- The Tree of Life
- War Horse
- Transformers 3 (Transformers 3: Dark of the Moon)
- Harry Potter e i Doni della Morte - Parte 2 (Harry Potter And The Deathly Hallows Part 2)

2012
- Les Misérables
- Flight
- Biancaneve e il cacciatore (Snow White & The Huntsman)
- Kon-Tiki
- Vita di Pi (Life of Pi)
- Prometheus

2013/2014
- Gravity
- Elysium
- All Is Lost - Tutto è perduto (All Is Lost)
- Rush
- A proposito di Davis (Inside Llewyn Davis)
- Captain Phillips - Attacco in mare aperto (Captain Phillips)

2015
- Whiplash - Ben Wilkins, Craig Mann, Thomas Curley
- Noah
- Transformers 4 - L'era dell'estinzione (Transformers: Age of Extinction)
- Snowpiercer
- Into the Woods
- L'amore bugiardo - Gone Girl (Gone Girl)

2016
- Sopravvissuto - The Martian (The Martian)
- Spectre
- Sicario
- Inside Out
- Mad Max: Fury Road
- Jurassic World

2017
- La battaglia di Hacksaw Ridge (Hacksaw Ridge)
- 13 Hours: The Secret Soldiers of Benghazi
- Allied - Un'ombra nascosta (Allied)
- Billy Lynn - Un giorno da eroe (Billy Lynn's Long Halftime Walk)
- Il libro della giungla (The Jungle Book)
- La La Land

2018
- Dunkirk
- Blade Runner 2049
- Coco
- Logan: The Wolverine (Logan)
- L'ora più buia (Darkest Hour)
- The War - Il pianeta delle scimmie (War for the Planet of the Apes)

2019
- A Quiet Place - Un posto tranquillo (A Quiet Place)
- Black Panther
- A Star Is Born
- Il ritorno di Mary Poppins (Mary Poppins Returns)
- First Man - Il primo uomo (First Man)
- Roma

### Anni 2020
2020
- Donald Sylvester, Paul Massey, David Giammarco e Steven A. Morrow – Le Mans '66 - La grande sfida (Ford v Ferrari)
- Oliver Tarney, Stuart Wilson, Scott Millan e Mark Taylor – 1917
- Shannon Mills, Daniel Laurie, Tom Johnson, Juan Peralta e John Pritchett – Avengers: Endgame
- Alan Robert Murray, Tom Ozanich e Dean Zupancic – Joker
- Wylie Stateman, Mark Ulano, Michael Minkler e Christian P. Minkler – C'era una volta a... Hollywood (Once Upon a Time... in Hollywood)
- Matthew Collinge e John Hayes – Rocketman

2021
- Phillip Bladh, Nicolas Becker, Jaime Baksht, Michelle Couttolenc, Carlos Cortés e Carolina Santana - Sound of Metal
- Willie D. Burton, Richard King, Kevin O'Connell e Gary A. Rizzo - Tenet
- Sergio Diaz, Zach Seivers e M. Wolf Snyder - Nomadland
- Ren Klyce, Jeremy Molod, David Parker, Nathan Nance e Drew Kunin - Mank
- Gary Megregian, David Giammarco, Mark Paterson e Steven A. Morrow - The Prom
- Randy Thom, Dan Hiland, Todd Beckett, Danny Hambrook e Bjorn Schroeder - The Midnight Sky

2022
- Paul Hsu e Tod A. Maitland - Tick, Tick... Boom!
- Niv Adiri, Simon Chase, James Mather e Denise Yarde - Belfast
- Ron Bartlett, Theo Green, Doug Hemphill, Mark Mangini e Mac Ruth - Dune
- Ron Bartlett, Clint Bennett, Doug Hemphill, Richard King ed Anthony Ortiz - The Harder They Fall
- Daniel Birch, Stéphane Bucher, David Giammarco, Paul Massey, William Miller ed Oliver Tarney - The Last Duel
- Richard Flynn, Leah Katz, Robert Mackenzie, Tara Webb e Dave Whitehead - Il potere del cane (The Power of the Dog)

2023
- Al Nelson, James Mather, Mark Weingarten e Bjorn Schroeder - Top Gun: Maverick
- Christopher Boyes, Gwendolyn Yates Whittle, Dick Bernstein, Gary Summers, Michael Hedges e Julian Howarth - Avatar - La via dell'acqua (Avatar: The Way of Water)
- Steve Morrow, Ai-Ling Lee, Mildred Iatrou Morgan ed Andy Nelson - Babylon
- David Lee, Wayne Pashley, Andy Nelson e Michael Keller - Elvis
- Raghunath Kemisetty, Boloy Kumar Doloi e Rahul Karpe - RRR
- Becky Sullivan, Kevin O'Connell, Tony Lamberti e Derek Mansvelt - The Woman King

2024
- Steven A. Morrow, Richard King, Jason Ruder, Tom Ozanich e Dean Zupancic - Maestro
- Tristan Baylis, Ryan Collison, Tom Paul, Matt Snedecor e William Tzouris - American Symphony
- Tony Lamberti, Andy Nelson, Lee Orloff e Bernard Weiser - Ferrari
- Tod A. Maitland, John Pritchett, Philip Stockton e Mark Ulano - Killers of the Flower Moon
- James Harrison, Paul Massey, William Miller, Oliver Tarney e Rachael Tate - Napoleon
- Willie Burton, Richard King, Gary A. Rizzo e Kevin O'Connell - Oppenheimer